# Verkehrssicherheitsaudit
Ein Verkehrssicherheitsaudit (auch Straßenverkehrssicherheitsaudit, engl. Road Safety Audit (RSA)) kann Defizite in Planungen oder im Bestand von Straßen aufzeigen, um der Verkehrssicherheit einen höheren Stellenwert zu geben. Bei der Planung von Straßen müssen Kompromisse zwischen den Interessen verschiedener Beteiligter eingegangen werden. Das Umfeld mit Bebauung, Fauna und Flora und ökonomischen Rahmenbedingungen kann Anpassungen der Planung und Annäherungen an die Grenzwerte des Technischen Regelwerks erfordern. Andererseits stellen oft komplexe Planungssituationen hohe Anforderungen an die Planer, Auftraggeber und die mit der Qualitätssicherung betrauten Ingenieure. Diese Situationen werden erfahrungsgemäß nicht immer optimal gemeistert. Seriöse Ergebnisse von Unfallforschungen zeigen, dass ein nicht zu unterschätzendes Maß an Verbesserungsmöglichkeiten hinsichtlich der Verkehrssicherheit bei vorhandenen und auch bei relativ neu gebauten Straßen besteht. Das kann darauf zurückzuführen sein, dass die Aspekte der Verkehrssicherheit bei der Planung nicht ausreichend berücksichtigt wurden. So können auch auf neuen oder ausgebauten Straßen vermeidbare Unfälle zu menschlichem Leid und ökonomischen Schäden führen. Im Audit wird eine Straßenplanung oder eine Bestandsstraße ausschließlich unter dem Aspekt der Verkehrssicherheit bewertet, von dieser Bewertung ausgehend gibt es eine Rückmeldung an die Planenden oder den Straßenbaulastträger zu erkannten Defiziten der Planung oder des Bestands.

## Entwicklung
Im Vereinigten Königreich wurde das Verkehrssicherheitsaudit mit dem Road Act von 1988 eingeführt. Basis war die jahrzehntelange Erfahrung mit vergleichbaren Verfahren auf dem Gebiet des Eisenbahnwesens. Seitdem haben zahlreiche weitere Länder das Verkehrssicherheitsaudit eingeführt. Zu nennen sind z. B. Österreich, Dänemark, Frankreich und Rumänien. In Deutschland wurde mit den „Empfehlungen für das Sicherheitsaudit von Straßen“ (ESAS) im Jahr 2002 und der darauf aufbauenden Ausbildung und Zertifizierung von Verkehrssicherheitsauditoren ein entscheidender Schritt zur Anwendung des Verkehrssicherheitsaudits getan.
Die Europäische Union hat am 19. November 2008 die „Richtlinie 2008/96/EG über ein Sicherheitsmanagement für die Straßeninfrastruktur“ veröffentlicht. Die Mitgliedstaaten müssen diese Richtlinie, die für in Planung, im Bau oder im Betrieb befindliche Straßen gilt, die Teile des transeuropäischen Straßennetzes sind, ab dem 9. Dezember 2010 anwenden. Im Jahr 2018 wurde die Richtlinie durch die Europäische Union fortgeschrieben. Im Sinne der erhöhten Anstrengungen zur Erhöhung der Verkehrssicherheit wurden die Anforderungen und der Rahmen der Anwendung ausgeweitet. Die Mindestforderung der EU ist damit die Anwendung der in der Richtlinie genannten Maßnahmen für Planung, im Bau oder in Betrieb befindliche Straßen, die Teil des transeuropäischen Straßennetzes sind, sowie für (alle anderen) Autobahnen und Fernstraßen.

## Kosten und Nutzen
Die Kosten sind abhängig von Art und Umfang des zu auditierenden Planungsvorhabens. Außerdem ist vor allem für die Kosten bedeutsam, ob das Audit im Team oder von Einzelauditoren durchgeführt wird. Als grobe Orientierung ist für ein Audit ein Aufwand von etwa 2 bis 6 Auditorentagewerken zu nennen, bei komplexen Straßengestaltungen, vielen Kreuzungen ggf. auch deutlich mehr. Auf deutsche Verhältnisse bezogen, betragen die Kosten somit etwa 1.600 bis 4.800 Euro pro Planung und Planungsphase.
Das Verkehrssicherheitsaudit hat folgenden Nutzen:
- Sicherheitsrisiken für die verschiedenen Nutzergruppen werden aufgezeigt,
- Spätere Nachbesserungen von Sicherheitsmängeln sind nicht erforderlich,
- Vermeidung von volkswirtschaftlichen Verlusten durch Verkehrsunfälle,
- Steigerung der Qualität von Straßenentwürfen durch eine intensive fachliche Diskussion zwischen Planern, Verwaltungen und Auditoren.

Oft ist es nicht ganz einfach eine Nutzen-Kosten-Analyse des Verkehrssicherheitsaudits vorzunehmen. Generell kann man sagen, dass der Nutzen die Kosten übertrifft. In einigen Ländern wurden Forschungen zum Kosten-Nutzen durchgeführt. Das österreichische Kuratorium für Verkehrssicherheit hat für Audits einen wirtschaftlichen Nutzen von mehr als dem 50-fachen gegenüber dem Aufwand errechnet. In Dänemark hat man 1995 einen Kosten-Nutzenfaktor von 16,8 ermittelt. In Deutschland hat das Verkehrstechnische Institut des Gesamtverbandes der Versicherer im Jahr 2004 in einer detaillierten Untersuchung Nutzen-Kosten-Faktoren in einer Spannbreite zwischen 4 und 99 festgestellt.

## Das Verkehrssicherheitsaudit in der Bundesrepublik Deutschland

### Verfahren
Wie oben erwähnt, wurde das Verkehrssicherheitsaudit mit der Veröffentlichung der ESAS im Jahr 2002 zur Anwendung empfohlen. Die Anwendung liegt in der Verantwortung der jeweiligen Behörden der Bundesländer und Kommunen. Es erfolgt die formelle Umsetzung der Mindestanforderungen der o. g. EU-Richtlinie und es ist deshalb zumindest die Anwendung des Sicherheitsaudits für fast alle Autobahnen und Bundesstraßen in Deutschland verbindlich geregelt. In anderen Bundesländern (z. B. Nordrhein-Westfalen) erfolgt die breite Anwendung schon bei fast allen Vorhaben, einschließlich auch bei Vorhaben in etlichen Städten und Kommunen. Dies wird forciert dadurch, dass Audits bei bestimmten Planungen oder in vielen Förderprogrammen (z. B. bei geförderten Maßnahmen des Ausbaus des ÖPNV) zwingend vorgeschrieben sind.
Die Forschungsgesellschaft für Straßen- und Verkehrswesen hat 2019 eine „Richtlinie für das Sicherheitsaudit von Straßen“ (RSAS) als Weiterentwicklung der ESAS veröffentlicht. Dieses Regelwerk hat als Richtlinie eine angemessen deutlich höhere Verbindlichkeit als die vorherigen Empfehlungen und enthält auch Hinweise für das Verfahren eines Sicherheitsaudits im Bestand vorhandener Straßen (Bestandsaudit). Damit steht nun ein Werkzeug zur Verfügung, vorhandene Verkehrsanlagen durch Auditoren begutachten zu lassen. Dies kann anlassbezogen erfolgen, z. B. in Unterstützung der Verkehrsunfallkommissionen als Reaktion bei Unfallschwerpunkten oder auch thematisch z. B. bei der Schulwegsicherung.
Das Bundesministerium für Verkehr und digitale Infrastruktur hat die RSAS mit einem Allgemeinen Rundschreiben Straßenbau (Nr. 4/2019) eingeführt. Dies bedeutet eine verbindliche Anwendung bei allen Bundesautobahnen und -straßen.
Die im Jahr 2003 herausgegebenen Empfehlungen für die Sicherheitsanalyse von Straßennetzen (ESN), sollen im Hinblick auf die Überprüfung von bestehenden Straßennetzen angewendet werden. Beide Regelwerke gelten für Autobahnen, Landstraßen, Hauptverkehrsstraßen und Erschließungsstraßen. Untersuchungen gemäß den ESN sind allerdings nur bei einer Häufung von Unfällen mit schwerem Personenschaden vorzusehen. Seit 2006 liegen zudem die Empfehlungen zum Schutz vor Unfällen mit Aufprall auf Bäume (ESAB) vor.
Die Ausbildung und Zertifizierung zum Sicherheitsauditor wird u. a. an den Universitäten Weimar und Wuppertal durchgeführt. Die Bundesanstalt für Straßenwesen (BASt) führt eine Liste der in Deutschland zugelassenen Ausbildungsstätten und der zertifizierten Sicherheitsauditoren. Der fachliche und wissenschaftliche Austausch zwischen Auditoren und anderen Verkehrssicherheitsexperten wird durch verschiedene Aktivitäten gefördert. Es finden dazu jährlich einschlägige thematische Symposien statt, die von der Forschungsgesellschaft für Straßen- und Verkehrswesen (FGSV) organisiert werden.

### Kritik
Der FUSS e. V., Fachverband Fußverkehr Deutschland, kritisiert, dass das formalisierte Verkehrssicherheitsaudit zum damaligen Stand (vor 2019) sich ausschließlich auf Neu- und Umbauplanungen bezog. Der weitaus größere Bestand an Straßen werde aber weitgehend außer Acht gelassen oder beziehe sich hier nur auf Unfallhäufungen. Sicherheitspotenziale, gerade für Fuß- und Radverkehr, könnten sich hier in erheblichem Maße umsetzen lassen. Der Autor weist darauf hin, dass in Großbritannien und Skandinavien bereits seit längerem ein  Fußverkehrs-Audit (englisch: Pedestrian Audit), in der Schweiz als Augenschein Fussverkehr, besteht, das wesentliche Aspekte eines Sicherheitsaudits unter diesem für die Verkehrssicherheit bedeutsamen Aspekt beinhaltet, wobei Komfort und Sicherheit für Fußgänger bei Straßenüberquerungen einen wesentlichen Anteil hat. Durch die Möglichkeit und die Verfahrensbeschreibung von Bestandsaudits in den RSAS steht (nach 2019) auch in der Bundesrepublik ein entsprechendes Werkzeug zur Verfügung.

## Das Sicherheitsaudit in Österreich
Das Sicherheitsaudit in Österreich wurde erstmals mit einem Handbuch 2004, herausgegeben vom Kuratorium für Verkehrssicherheit (KfV) vorgestellt. 2010 wurde vom Bundesministerium für Verkehr, Innovation und Technologie Road Safety Inspection (RSI). Handbuch zur Durchführung von RSI herausgegeben, das 2014 überarbeitet wurde. Mit der Änderung des Bundesstraßengesetzes (BStG) 2011 wurden Straßenverkehrssicherheitsüberprüfungen gesetzlich eingeführt. Dazu ist seitdem ein Team von Experten erforderlich, unter denen mindestens eine Person als Straßenverkehrssicherheitsgutachter zertifiziert sein muss. Für diese Zertifizierung hat die Österreichische Forschungsgesellschaft Straße – Schiene – Verkehr (FSV) 2012 die Richtlinie und Vorschrift für das Straßenwesen (RVS) 02.02.35 Zertifizierung von Road Safety Auditoren und Road Safety Inspektoren (Straßenverkehrssicherheitsgutachter) erstellt. Erforderlich ist u. a. die Teilnahme an einem dreitägigen Kurs nach dem Nachweis entsprechender Ausbildungen und Erfahrungen. Aktuell sind in Österreich 170 Experten zertifiziert. In Österreich erfolgt die Rezertifizierung nach fünf Jahren. In Österreich wird häufig der Begriff Road Safety Audit verwendet.
Zur aktuellen Praxis sind öffentlich verfügbare Quellen nicht bekannt.

## Das Sicherheitsaudit in der Schweiz
In der Schweiz wird ebenfalls häufig der Begriff Road Safety Audit verwendet. Dort ist ein dreitägiger Grundkurs und eine 4-tägige Schulung Voraussetzung. Grundlage ist die Schweizer Norm Strassenverkehrssicherheit; Audit Road Safety Audit (RSA), SN 641 722. Von 2013 bis 2023 wurden nach dieser Quelle insgesamt 70 Road Safety Audits an Nationalstrassen durchgeführt, im Rahmen von Erhaltungs- oder Ausbauprojekten.